# Меричлери
Меричлери (болг. Меричлери) — город в Болгарии. Находится в Хасковской области, входит в общину Димитровград. Население составляет 1642 человека (2022).

## Политическая ситуация
В местном кметстве Меричлери, в состав которого входит Меричлери, должность кмета (старосты) исполняет Ваня Славова Крыстева (Болгарский земледельческий народный союз (БЗНС)) по результатам выборов правления кметства.
Кмет (мэр) общины Димитровград — Стефан Димитров Димитров (коалиция партий: Союз свободной демократии (ССД), Земледельческий народный союз (ЗНС), Болгарская рабочая социал-демократическая партия (БСДП), «Новые лидеры» (НЛ)) по результатам выборов в правление общины.